# Distrito electoral local 3 de Sonora
El III Distrito Electoral Local de Sonora es uno de 21 distritos electorales del Congreso del Estado de Sonora; en los que se encuentra dividido el territorio del estado. Su cabecera distrital es la ciudad de Heroica Caborca desde 2006, después de que se moviera desde la ciudad de Altar.

## Municipios
- Altar
- Átil
- Caborca
- General Plutarco Elías Calles
- Oquitoa
- Pitiquito
- Sáric
- Trincheras
- Tubutama

## Diputados por el distrito
- LV Legislatura (1997-200)
  - Julio Alfonso Martínez Romero
- LVI Legislatura (2000-2003)
  - Héctor Cañez Ríos
- LVII Legislatura (2003-2006)
  - Luis Alberto Cañez Lizarraga
- LVIII Legislatura (2006-2009)
  - Darío Murillo Bolaños
- LIX Legislatura (2009-2012)
  - Jesús Alberto López Quiroz
- LX Legislatura (2012-2015)
  - Ignacio García Fierros
- LXI Legislatura (2015-2018)
  - Rodrigo Acuña Arredondo
- LXII Legislatura (2018-2021)
  - María Alicia Gaytán Sánchez
- LXII Legislatura (2021-2024)
  - María Alicia Gaytán Sánchez